# Teuku Muhammad Hasan
Teuku Muhammad Hasan (Pidie, 4 april 1906 – Jakarta, 21 september 1997) was een Indonesisch politicus. Hij was de eerste gouverneur van Sumatra.
Teuku Muhammad Hasan, geboren als Teuku Sarong, studeerde rechten aan de Universiteit Leiden. Tijdens zijn studietijd was hij betrokken bij de Indonesische studentenvereniging Perhimpoenan Indonesia. Hier kwam hij in contact met andere studenten waaronder Mohammed Hatta en Soetan Sjahrir, en raakte hij betrokken bij de onafhankelijkheidsbeweging.
Aan het einde van de Japanse bezetting van Nederlands-Indië was T.M. Hasan lid van het Voorbereidend Comité voor de Indonesische Onafhankelijkheid (PPKI). Na het uitroepen van de onafhankelijkheid was hij tussen 1945 en 1948 de eerste, en enige, gouverneur van Sumatra. In 1948 werd deze provincie opgedeeld in drie nieuwe provincies: Noord, Midden- en Zuid-Sumatra.
Toen in 1948 president Soekarno en minister-president Mohammed Hatta beiden door de Nederlanders waren opgepakt en verbannen, werd door Sjafruddin Prawiranegara een noodregering opgezet in Bukittinggi op Sumatra. In het Kabinet Darurat ("noodkabinet"), dat zou zitten van 19 december 1948 tot 13 juli 1949, werd Teuku Muhammad Hasan vicevoorzitter en minister van onderwijs en cultuur. Tijdelijk was hij ook verantwoordelijk voor godsdienst (later overgenomen door Masjkur) en binnenlandse zaken (later overgenomen door Soekiman Wirjosandjojo).
In 1984 richtte Teuku Muhammad Hasan de universiteit Serambi Mekkah in Banda Atjeh op. 
In 2006 werd hij geëerd met de titel Nationale held van Indonesië.